# Dystacta alticeps
Dystacta alticeps es una especie de mantis de la familia Mantidae.

## Distribución geográfica
Se encuentra en Angola, Botsuana, Congo, Malaui, Mozambique, Namibia, Sudáfrica y Tanzania.